# 소명여자고등학교
소명여자고등학교(素明女子高等學校)는 대한민국 경기도 부천시 원미구 소사동에 있는 사립 고등학교이다.

## 학교 연혁
- 1956년 4월 5일 : 소명가정기술학교 개교, 초대 교장 신성우 신부 취임
- 1960년 12월 1일 : 재단법인 경성구 천주교회 유지재단에서 소명여자중학교 설립 인가 신청
- 1962년 3월 17일 : 소명여자고등학교 설립인가 3학급, 초대 교장 신성우 신부 취임
- 1965년 2월 8일 : 소명여자 중.고등학교 졸업식 거행(고등학교 제1회 졸업생수 33명)
- 1970년 12월 23일 : 소명여자종합고등학교로 학칙 변경
- 1976년 12월 23일 : 소명여자중학교와 소명여자종합고등학교로 분리
- 1980년 11월 19일 : 소명여자고등학교로 학교명 변경
- 1980년 11월 24일 : 소명여자고등학교 학칙변경 산업체 특별학급(야간 상과) 설치
- 1981년 5월 30일 : 성가정관 준공
- 1991년 12월 23일 : 본관교사 증축(5층)
- 1992년 3월 2일 : 소명여자 중․고등학교의 법인이 재단법인 천주교 서울 대교구 유지재단에서 학교법인 인천 카톨릭 교육재단으로 무상 양도 양수합의
- 1993년 11월 6일 : 설립자 및 초대교장 신성우 신부 흉상 제막 및 성가 정상 봉헌
- 1998년 6월 11일 : 학교 식당 운영(경기도 모범학교 총 700석 규모)
- 2002년 11월 16일 : 학교 푸른 숲 조성 완료
- 2004년 11월 18일 : 빛관 다목적실 준공
- 2009년 7월 1일 : 사교육없는 학교 선정, 빛관 교실증축(2010.2월)
- 2012년 3월 2일 : 자율형 창의경영학교 지정
- 2019년 3월 1일 : 경기도교육청 고교학점제 및 토론 선도학교, 수학나눔학교 지정
- 2019년 9월 1일 : 제13대 교장 김나령 수녀 취임
- 2024년 1월 4일 : 제60회 졸업식(225명) 총 졸업생 수 22,178명

## 참고 자료
- 소명여자고등학교 - 한국교육학술정보원 학교알리미